# Avesnelles
Avesnelles est une commune française située dans le département du Nord, en région Hauts-de-France.

## Géographie

### Localisation

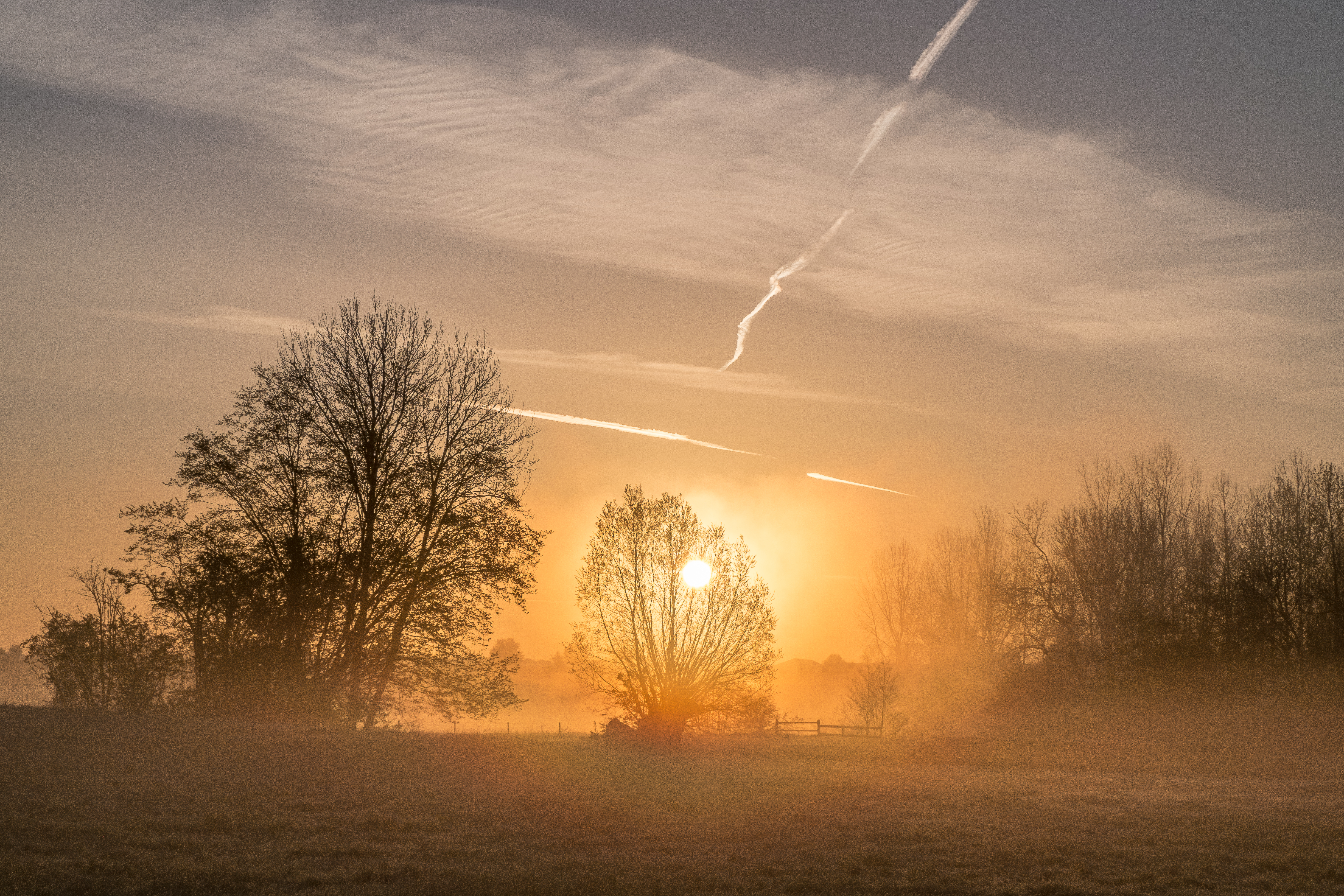
Lever de soleil brumeux à Avesnelles, dans la vallée de l'Helpe Majeure

Avesnelles se situe dans le sud est du département du Nord (Hainaut) en plein cœur du Parc naturel régional de l'Avesnois. L'Avesnois est connu pour son bocage et son relief un peu vallonné dans sa partie sud-est (début des contreforts des Ardennes), dite « petite Suisse du Nord ».
Avesnelles fait partie administrativement de l'Avesnois, géologiquement des Ardennes, historiquement du Hainaut et paysagèrement[Quoi ?] de la Thiérache. La commune est bordée par les communes d'Avesnes-sur-Helpe, Étrœungt, Flaumont-Waudrechies, Haut-Lieu et Sémeries.
La commune se trouve à 100 km de Lille (préfecture du Nord), Bruxelles (Belgique) ou Reims (Marne), à 45 km de Valenciennes, Mons (B) ou Charleroi (B), à 15 km de Fourmies et juste à côté d'Avesnes-sur-Helpe (sous-préfecture). La Belgique se trouve à 15 km et le département de l'Aisne à 11 km.

### Communes limitrophes
| Avesnes-sur-Helpe | Bas-Lieu   | Flaumont-Waudrechies |
| Haut-Lieu         | Avesnelles | Sémeries             |
|                   | Étrœungt   |                      |

### Hydrographie

#### Réseau hydrographique
La commune est située dans le bassin Artois-Picardie. Elle est drainée par l'Helpe Majeure, le ruisseau du Moulin ou Sambre, le ruisseau de la Fontaine cavée, le ruisseau de la Planquette, le ruisseau de la Plate pierre, le ruisseau du Fourmanoir et le ruisseau Rieu d'orsy,,.
L'Helpe Majeure, d'une longueur de 69 km, prend sa source dans la commune de Ohain et se jette  dans la Sambre canalisée à Noyelles-sur-Sambre, après avoir traversé 18 communes. Les caractéristiques hydrologiques de l'Helpe Majeure sont données par la station hydrologique située sur la commune. Le débit moyen mensuel est de 3 m3/s. Le débit moyen journalier maximum est de 49,9 m3/s, atteint lors de la crue du 14 novembre 2010. Le débit instantané maximal est quant à lui de 62,6 m3/s, atteint le même jour.

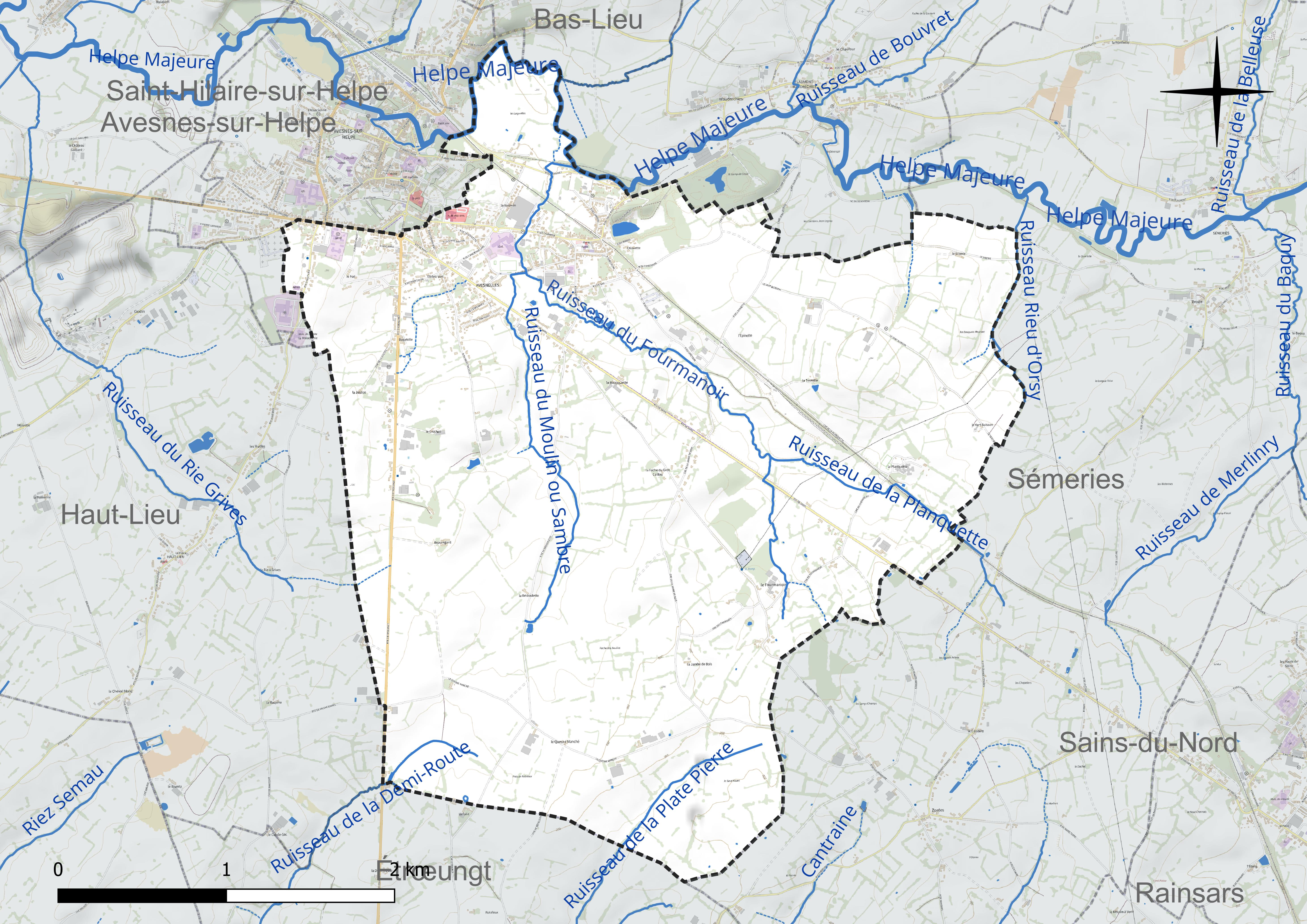
Réseau hydrographique d'Avesnelles.

#### Gestion et qualité des eaux
Le territoire communal est couvert par le schéma d'aménagement et de gestion des eaux (SAGE) « Sambre ». Ce document de planification concerne un territoire de 1 253 km2 de superficie, délimité par le bassin versant de la Sambre. Le périmètre a été arrêté le 1er novembre 2003 et le SAGE proprement dit a été approuvé le 21 septembre 2012, puis modifié le 18 août 2022. La structure porteuse de l'élaboration et de la mise en œuvre est le syndicat mixte du Parc naturel régional de l'Avesnois.
La qualité des cours d'eau peut être consultée sur un site dédié géré par les agences de l'eau et l'Agence française pour la biodiversité.

### Climat
Pour des articles plus généraux, voir Climat des Hauts-de-France et Climat du Nord.
En 2010, le climat de la commune est de type climat des marges montargnardes, selon une étude du CNRS s'appuyant sur une série de données couvrant la période 1971-2000. En 2020, Météo-France publie une typologie des climats de la France métropolitaine dans laquelle la commune est exposée à un climat océanique altéré et est dans la région climatique Nord-est du bassin Parisien, caractérisée par un ensoleillement médiocre, une pluviométrie moyenne régulièrement répartie au cours de l'année et un hiver froid (3 °C).
Pour la période 1971-2000, la température annuelle moyenne est de 9,7 °C, avec une amplitude thermique annuelle de 15,1 °C. Le cumul annuel moyen de précipitations est de 877 mm, avec 12,8 jours de précipitations en janvier et 9,7 jours en juillet. Pour la période 1991-2020, la température moyenne annuelle observée sur la station météorologique la plus proche, située sur la commune de Saint-Hilaire-sur-Helpe à 3 km à vol d'oiseau, est de 10,5 °C et le cumul annuel moyen de précipitations est de 802,4 mm,. Pour l'avenir, les paramètres climatiques de la commune estimés pour 2050 selon différents scénarios d'émission de gaz à effet de serre sont consultables sur un site dédié publié par Météo-France en novembre 2022.

## Urbanisme

### Typologie
Au 1er janvier 2024, Avesnelles est catégorisée petite ville, selon la nouvelle grille communale de densité à sept niveaux définie par l'Insee en 2022.
Elle appartient à l'unité urbaine d'Avesnes-sur-Helpe, une agglomération intra-départementale regroupant cinq  communes, dont elle est une commune de la banlieue,,. Par ailleurs la commune fait partie de l'aire d'attraction d'Avesnes-sur-Helpe, dont elle est une commune du pôle principal,. Cette aire, qui regroupe 14 communes, est catégorisée dans les aires de moins de 50 000 habitants,.

### Occupation des sols
L'occupation des sols de la commune, telle qu'elle ressort de la base de données européenne d'occupation biophysique des sols Corine Land Cover (CLC), est marquée par l'importance des territoires agricoles (89,3 % en 2018), en diminution par rapport à 1990 (90,2 %). La répartition détaillée en 2018 est la suivante : 
prairies (71,3 %), terres arables (18 %), zones urbanisées (9,9 %), espaces verts artificialisés, non agricoles (0,8 %). L'évolution de l'occupation des sols de la commune et de ses infrastructures peut être observée sur les différentes représentations cartographiques du territoire : la carte de Cassini (XVIIIe siècle), la carte d'état-major (1820-1866) et les cartes ou photos aériennes de l'IGN pour la période actuelle (1950 à aujourd'hui).

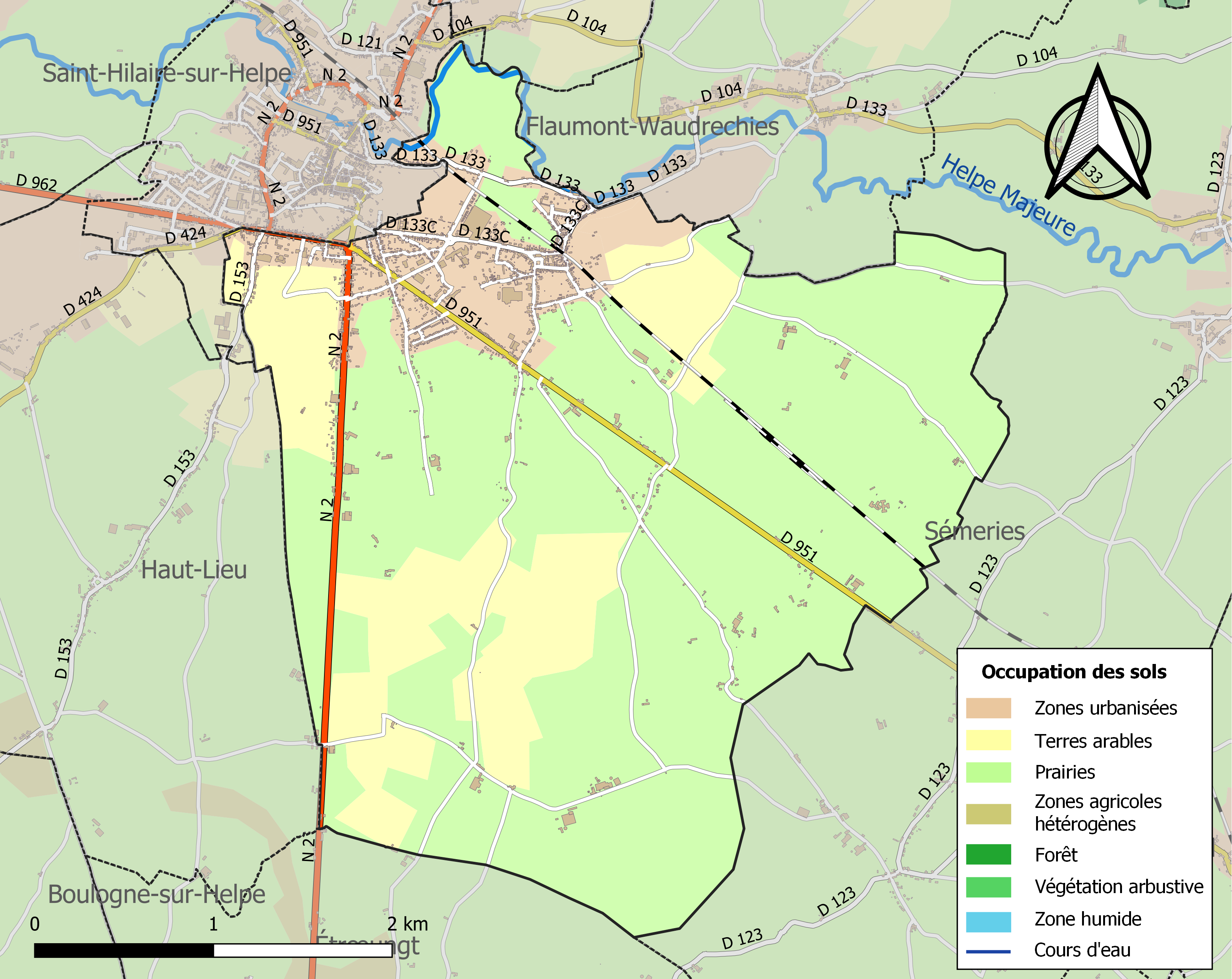
Carte des infrastructures et de l'occupation des sols de la commune en 2018 (CLC).

### Habitat et logement
En 2019, le nombre total de logements dans la commune était de 1 241, alors qu'il était de 1 190 en 2014 et de 1 156 en 2009.
Parmi ces logements, 90,8 % étaient des résidences principales, 0,6 % des résidences secondaires et 8,7 % des logements vacants. Ces logements étaient pour 82,2 % d'entre eux des maisons individuelles et pour 17,4 % des appartements.
Le tableau ci-dessous présente la typologie des logements à Avesnelles en 2019 en comparaison avec celle du Nord et de la France entière. Une caractéristique marquante du parc de logements est ainsi une proportion de résidences secondaires et logements occasionnels (0,6 %) inférieure à celle du département (1,6 %) mais supérieure à celle de la France entière (9,7 %). Concernant le statut d'occupation de ces logements, 61,1 % des habitants de la commune sont propriétaires de leur logement (62,1 % en 2014), contre 54,7 % pour le Nord et 57,5 pour la France entière.
| Typologie                                               | Avesnelles | Nord | France entière |
| ------------------------------------------------------- | ---------- | ---- | -------------- |
| Résidences principales (en %)                           | 90,8       | 90,6 | 82,1           |
| Résidences secondaires et logements occasionnels (en %) | 0,6        | 1,6  | 9,7            |
| Logements vacants (en %)                                | 8,7        | 7,8  | 8,2            |

### Voies de communication et transports
Avesnelles est placé sur la route nationale 2 (RN2) reliant Paris à Bruxelles. Elle est également desservie par les TER Nord-Pas-de-Calais en gare d'Avesnelles.

## Toponymie
L'origine du nom est un diminutif d'Avesnes. Pendant le Haut Moyen Âge, les deux communes ne forme qu'une villa. Après la formation du bourg castral d'Avesne, le reste s'appelle Avesnelles-Saint-Denys.
Noms anciens : Avesnelle, 1151, cart de l'abb. de Liessies. — Avenelles, 1186, J. de Guise, XII, 339. — Avenelles, 1200, charte de Gauthier d'Avesnes. — Advesnelloe, 1263, cart. de l'abb. de Liessies. — Advesnielle, 1273, cart. des Guillemin de Walincourt. — Advesnielles, 1349, pouillé du diocèse de Cambrai. — Avenielles, 1484, manusc. de J. de Guise, Valenciennes. — Avenele, 1639, scel échevinal. — Avenelles-St-Denis, 1643, acte féodal de la pairie d'Avesnes. — Avenelles. — Avesnelles, documents divers.

## Histoire

### Temps modernes
- 1659 : Avesnelles est intégré au royaume de France à la suite de la signature du traité des Pyrénées le 7 novembre 1659.
- Carrière : Une carrière, implantée près de la ferme de la Goutelette, a été abandonnée avant 1789 en raison de l'eau qui venait la remplir. Les statistiques du préfet Dieudonné publiées en 1810 mentionnent encore une carrière de pierre de taille en activité.[réf. nécessaire]$
- 1790 : à la suite de la subdivision des départements français en districts, à compter de 1790, Avesnelles se trouve dans le canton d'Avesnes, lui-même  appartenant au district d'Avesnes jusqu'en 1795, date à laquelle les districts sont supprimés par la constitution du 5 fructidor An III (22 août 1795). Ils seront remplacés par les arrondissements créés par la loi du 28 pluviôse an VIII (17 février 1800)

### Époque contemporaine
- À partir de 1800[23]:
- 1800 :  à la suite de la loi du 28 pluviôse an VIII (17 février 1800) qui crée les arrondissements pour remplacer les districts, Avesnelles fait partie de l'arrondissement d'Avesnes-sur-Helpe créé au regard de l'arrêté en date du 17 ventôse an VIII.
- 1838 : Textile : L'industrie textile s'implante dès 1838 à Avesnelles à la suite d'une autorisation préfectorale permettant de nouvelles installations pour le peignage et le filage des laines : la filature Tordeux-Flament (1 080 broches) est construite au quartier du Taille-Pieds. En 1874 trois filatures (fondées en 1853 et 1871 pour les plus récentes) sont présentes et perdureront jusqu'en 1918, date à laquelle ces unités sont intégrées dans la Société des Filatures de la région de Fourmies qui regroupe 25 usines, soit 350 000 broches. Ce développement industriel concourt à l'augmentation de la population d'Avesnelles et à la construction de nouveaux "équipements" sous le Second Empire et la Troisième République.
- Historiquement, à Avesnelles, l'industrie textile est marquée par le parcours de 4 grandes entreprises dont une seule subsiste à ce jour.
- 1838 : La première usine. En 1838, la première entreprise est créée par Émile Tordeux et Auguste Flament au lieu-dit « Le Taille-pieds ». En 1853, l'affaire est en pleine prospérité et ils fondent la société « Flament et Tordeux ». En 1854, après la mort d'Auguste Flament, l'entreprise devient « Tordeux et Toupet ». Entre 1856 et 1869, après les mariages des enfants, la société devient « Émile Tordeux-Tordeux-Dubois – Tordeux-Pecqueriaux et Toupet ». C'est la belle époque pour l'industrie textile. En mai 1890, le textile est en crise. En 1891 la société devient « Tordeux et Fils ». En 1893, Jules Pecqueriaux, filateur à Etroeungt, s'associe et la société devient « Tordeux et Fils et Jules Pecqueriaux ».  Jules Pecqueriaux meurt en 1902. L'affaire est reprise par René Pecqueriaux qui s'associe avec Albert Hauet. Son activité cesse définitivement lors de la Première guerre mondiale.
- 1853 : La deuxième usine. En 1853, la mort d'Auguste Flament a pour conséquence la création d'une deuxième filature, rue du Moulinet, à côté de la première.  Eugène Flament fils s'associe à Valery Lecompte, Odile Pëcqueriaux pour créer la société « V. Lecompte, Pecqueriaux, Flament & Cie ». Les débuts en 1854 sont difficiles, aggravés par la guerre de Crimée. En 1857, l'usine est en pleine activité, la société s'agrandit. L'essor se poursuit jusque 1871 où elle est dissoute pour créer une nouvelle société « Veuve Lecompte, Delamare, Pierart & Cie ». Un nouveau directeur est désigné, Jules Feuillet. Sous son impulsion, l'affaire prospère et, en 1891, la société devient « Veuve Lecompte et Feuillet ». Mme LecomptE disparait en 1894. La nouvelle société prend le nom de « Établissement Feuillet et Cie ». La qualité de leur fabrication vaut à l'établissement un « Grand prix »  à l'Exposition universelle de 1900. La crise survient en 1903 et, en 1904, l'usine arrêté son exploitation. En 1910, l'usine est démolie.
- 1872 : En 1872, une troisième entreprise voit le jour avec Eugène Flament, fils d'Auguste, qui construit au lieu-dit « Derrière Le Moulin » l'établissement toujours en activité à ce jour. La société prend le nom de « Flament et Fosset » et l'affaire prend rapidement de l'extension. Pour loger la main d'œuvre, elle doit procéder à la construction de maisons ouvrières. Ainsi né le « Quartier Flament ».  En 1988, la société porte le même nom mais avec Eugène Flament père, son fils et son gendre, Jules Cromback. A l'époque, la filature est la plus moderne de la région. Elle surmonte la crise de 1890. Eugène Flament meurt en 1897. La filature du Moulin partage avec celle du Moulinet un Grand prix à l'Exposition universelle. La guerre de 1914-1918 interrompt l'activité. Elle est ravagée, pillée. En 1918, elle s'intégre dans la SFRF dont le fils Pierre Cromback a été un des fondateurs avec M. Mariage de Sains-du-Nord.
- 1873 : En 1873, une quatrième filature moderne est construite au lieu-dit « La Chapelle Notre-Dame de Walcourt ». La société « Ets Pecqueriaux – Bachelart & Cie » est créée. En 1889, Odile Pecqueriaux reprend ses parts, achète du nouveau matériel et forme la Sté « O Pecqueriaux & Fils » pour l'exploitation de laine peignée à façon. En 1895, à la mort d'Odile Pecquerieux, la raison sociale devient « Sté Pecqueriaux – Delsaut ». Après plusieurs décès des successeurs de la famille Pecqueriaux, Mme Pecqueriaux s'associe, en 1913, avec divers brasseur d'Avesnelles et la société prend le nom du fils mineur Pierre « Sté P. Pecqueriaux & L. Staincq ». En 1914, Pierre Pecquerieux meurt à la guerre. En 1922, la filature est dissoute et les biens sinistrés sont cédés à la SFRF. Jusqu'en 1958, elle est appelée « Filature des Textiles d'Avesnelles » et appartient à Messieurs Raphaël et Roger Lepoutre. Elle ferme ses portes en fin d'année. Elle est rachetée par Bendix qui y stocke des machines à laver et utilise la filature de 1961 à 1963.
- En 1873, plus de la moitié des habitants, soit 867 personnes, vit du travail industriel. L'apogée de la commune se situe en 1890. Lors du prolongement de la ligne de chemin de fer Lille-Valenciennes, jusqu'à Aulnoye et Anor, la ville fait valoir son développement pour obtenir une halte favorable. Remplaçant les grands propriétaires terriens, les nouveaux industriels accèdent aux fonctions municipales dès le début du Second Empire. Après la Première Guerre mondiale, la population ouvrière se reconvertit en grande partie dans l'industrie métallurgique du bassin de la Sambre.
- 1907 : le 28 octobre 1907 est mise en service la ligne de chemin de fer Avesnes-sur-Helpe - Solesmes via Landrecies (47 km). La ligne comporte une station dans la commune. Un service régulier des voyageurs est assuré. En août 1914, le trafic voyageur est interrompu. En 1916, pendant l'occupation allemande, les rails sont démontés. La ligne de chemin de fer est dans l'impossibilité de fonctionner. Aujourd'hui encore, on trouve une trace historique de la ligne de chemin de fer de par le nom attribué à la "rue de l'ancienne gare".

- 1925 : Avesnelles a été lié à la production du Maroilles pendant longtemps. En 1925, Paul Fauquet reprend l'entreprise Chameroy et Leroy. Deux sites existaient. L'un à Dompierre-sur-Helpe où le Maroilles était fabriqué, l'autre à Avesnelles (Route d'Étrœungt) où il était affiné. Le Maroilles Fauquet était né. En 1989, les Fromagers de Thiérache rachètent la société Fauquet et transfèrent, en 1991, la production à Le Nouvion-en-Thiérache (Aisne) dans une usine appartenant aujourd'hui au groupe Bongrain.

## Politique et administration

### Rattachements administratifs et électoraux

#### Rattachements administratifs
La commune se trouve dans l'arrondissement d'Avesnes-sur-Helpe du département du Nord.
Elle faisait partie depuis 1793 du canton d'Avesnes-sur-Helpe. Dans le cadre du redécoupage cantonal de 2014 en France, cette circonscription administrative territoriale a disparu, et le canton n'est plus qu'une circonscription électorale.

#### Rattachements électoraux
Pour les élections départementales, la commune fait partie depuis 2014 du canton de Fourmies
Pour l'élection des députés, elle fait partie de la douzième circonscription du Nord.

### Intercommunalité
Avesnelles était membre de la communauté de communes du Pays d'Avesnes, un établissement public de coopération intercommunale (EPCI) à fiscalité propre créé fin 1992 et auquel la commune avait transféré un certain nombre de ses compétences, dans les conditions déterminées par le code général des collectivités territoriales.
À partir du 1er janvier 2012, Avesnelles est membre de la communauté de communes du Cœur de l'Avesnois à la suite de la fusion des anciennes communauté de communes du Pays d'Avesnes, communauté de communes rurales des Deux Helpes, communauté de communes des vallées de la Solre, de la Thure et de l'Helpe.

### Tendance politique et résultats
Élections présidentielles (résultats des seconds tour)
- Élection présidentielle de 2002 Jacques Chirac (RPR) obtient 75,72 % contre Jean-Marie Le Pen (FN) qui obtient 24,28 %. On dénombre 81,53 % de participation.
- Élection présidentielle de 2007 Nicolas Sarkozy (UMP) obtient 56,43 % contre Ségolène Royal (PS) qui obtient 43,57 %. On dénombre 85,77 % de participation.
- Élection présidentielle de 2012 François Hollande (PS) obtient 51,34 % contre Nicolas Sarkozy (UMP) qui obtient 48,66 %. On dénombre 77,79 % de participation.
- Élection présidentielle de 2017: Marine Le Pen (FN) obtient 52,72 % contre Emmanuel Macron (En marche!) qui obtient 47,28 %. On dénombre 71,06 % de participation.
- Élection présidentielle de 2022: Marine Le Pen (RN) obtient 57,29 % contre Emmanuel Macron (La République en marche!) qui obtient 42,71 %. On dénombre 72,11 % de participation.

### Administration municipale
Compte tenu de l'importance de la population de la commune, son conseil municipal est composé de 19 membres.

### Liste des maires
Maire en 1881 : Pecqueriaux.

Maire en 1939 : Baillon.
| Période                                  | Période                       | Identité             | Étiquette    | Qualité                                      |
| ---------------------------------------- | ----------------------------- | -------------------- | ------------ | -------------------------------------------- |
| Maire en 1802-1803                       |                               | Jacques Desquesnes   |              |                                              |
| Maire en 1807                            | 1808                          | M. Wagniez           |              |                                              |
| Les données manquantes sont à compléter. |                               |                      |              |                                              |
| 1949                                     | mars 1989                     | Marcel Hardy         | SFIO puis PS | Cheminot                                     |
| mars 1989                                | juin 1995                     | Pierre Cornée        |              |                                              |
| juin 1995                                | mars 2008                     | Jean-Pierre Leclercq | UDF          | Pharmacien retraité, ancien premier adjoint  |
| mars 2008                                | mars 2014                     | Jean-Claude Breucq   | DVD          | Retraité de l'enseignement supérieur         |
| mars 2014,                               | juillet 2019                  | Sébastien Baroche    | SE           | Fonctionnaire Démissionnaire                 |
| septembre 2019                           | juillet 2020                  | Daniel Bouillon      | SE           | Ouvrier linotypiste retraité                 |
| juillet 2020                             | En cours (au 2 décembre 2022) | Antoine Badidi       | SE-DVD       | Chef d'entreprise en transport et logistique |

## Équipements et services publics

### Enseignement
Avesnelles fait partie de l'académie de Lille.
On dénombre au sein de la ville plusieurs établissements scolaires:
- L'école maternelle Blanche-Neige
- L'école élémentaire d'Avesnelles
- Le collège Renaud-Barrault (ouvert en 1994 à la suite du transfert de la section « collège » présente auparavant au sein du lycée Jessé de Forest d'Avesnes-sur-Helpe.

Chaque école dispose d'une association de parents d'élèves propre à l'établissement: Les 7 nains pour l'école maternelle, les diablotins pour l'école primaire et l'APE du collège Renaud-Barrault pour le collège.

### Justice, sécurité, secours et défense
La brigade de gendarmerie nationale d'Avesnes-sur-Helpe se trouve sur le territoire de la commune d'Avesnelles.
La commune dispose actuellement[Quand ?] d'un policier municipal et un ASVP.[réf. nécessaire]
Dans le ressort de la Cour d'appel de Douai, Avesnelles se trouve dans le ressort du Tribunal judiciaire d'Avesnes-sur-Helpe. Concernant les juridictions administratives, le Tribunal administratif de Lille est compétent en première instance. En seconde instance, la Cour Administrative d'Appel de Douai est compétente.

## Population et société

### Démographie

#### Évolution démographique
L'évolution du nombre d'habitants est connue à travers les recensements de la population effectués dans la commune depuis 1793. Pour les communes de moins de 10 000 habitants, une enquête de recensement portant sur toute la population est réalisée tous les cinq ans, les populations de référence des années intermédiaires étant quant à elles estimées par interpolation ou extrapolation. Pour la commune, le premier recensement exhaustif entrant dans le cadre du nouveau dispositif a été réalisé en 2005.

En 2022, la commune comptait 2 254 habitants, en évolution de −9,7 % par rapport à 2016 (Nord : +0,51 %, France hors Mayotte : +2,11 %).
| 1793 | 1800 | 1806 | 1821 | 1831 | 1836 | 1841 | 1846 | 1851  |
| ---- | ---- | ---- | ---- | ---- | ---- | ---- | ---- | ----- |
| 401  | 356  | 469  | 635  | 671  | 756  | 904  | 986  | 1 024 |

| 1856  | 1861  | 1866  | 1872  | 1876  | 1881  | 1886  | 1891  | 1896  |
| ----- | ----- | ----- | ----- | ----- | ----- | ----- | ----- | ----- |
| 1 171 | 1 333 | 1 536 | 1 596 | 1 894 | 2 149 | 2 494 | 2 354 | 2 485 |

| 1901  | 1906  | 1911  | 1921  | 1926  | 1931  | 1936  | 1946  | 1954  |
| ----- | ----- | ----- | ----- | ----- | ----- | ----- | ----- | ----- |
| 2 497 | 2 518 | 2 532 | 2 370 | 2 554 | 2 636 | 2 665 | 2 341 | 2 468 |

| 1962  | 1968  | 1975  | 1982  | 1990  | 1999  | 2005  | 2006  | 2010  |
| ----- | ----- | ----- | ----- | ----- | ----- | ----- | ----- | ----- |
| 2 564 | 2 849 | 3 112 | 3 031 | 2 639 | 2 572 | 2 565 | 2 555 | 2 505 |

| 2015  | 2020  | 2022  | - | - | - | - | - | - |
| ----- | ----- | ----- | - | - | - | - | - | - |
| 2 503 | 2 309 | 2 254 | - | - | - | - | - | - |

À partir des années 1830, moment où l'industrie textile pourvoyeuse de nombreux emplois se développe sur Avesnelles, la population de la commune va augmenter considérablement. À partir des années 1830, le village va gagner 1 000 habitants en 40 ans et, à nouveau 1 000 habitants sur les 90 années suivantes. À partir des années 1970, le nombre d'habitants baisse en concomitance avec le déclin de l'activité textile.

#### Pyramide des âges
En 2018, le taux de personnes d'un âge inférieur à 30 ans s'élève à 30,7 %, soit en dessous de la moyenne départementale (39,5 %). À l'inverse, le taux de personnes d'âge supérieur à 60 ans est de 31,9 % la même année, alors qu'il est de 22,5 % au niveau départemental.
En 2018, la commune comptait 1 132 hommes pour 1 301 femmes, soit un taux de 53,47 % de femmes, légèrement supérieur au taux départemental (51,77 %).
Les pyramides des âges de la commune et du département s'établissent comme suit.
| Hommes | Classe d’âge | Femmes |
| ------ | ------------ | ------ |
| 0,7    | 90 ou +      | 2,5    |
| 7,6    | 75-89 ans    | 13,1   |
| 19,8   | 60-74 ans    | 19,5   |
| 22,2   | 45-59 ans    | 20,5   |
| 16,8   | 30-44 ans    | 15,7   |
| 18,3   | 15-29 ans    | 14,7   |
| 14,7   | 0-14 ans     | 13,9   |

| Hommes | Classe d’âge | Femmes |
| ------ | ------------ | ------ |
| 0,5    | 90 ou +      | 1,4    |
| 5,3    | 75-89 ans    | 8,1    |
| 14,8   | 60-74 ans    | 16,2   |
| 19,1   | 45-59 ans    | 18,4   |
| 19,5   | 30-44 ans    | 18,7   |
| 20,7   | 15-29 ans    | 19,1   |
| 20,2   | 0-14 ans     | 18     |

### Sports et loisirs
Plusieurs associations culturelles sont implantées à Avesnelles:
- L'association de la bibliothèque Françoise REPELAT
- La Chorale DJAMENDO
- L'association "Les Y'magiers"

#### Les associations sportives d'Avesnelles
La commune d'Avesnelles compte plusieurs associations sportives:
- Les Archers Avesnellois
- Jeunesse Sportive Avesnelloise Football
- Jeunesse Sportive Avesnelloise Culturisme
- Fitness
- Activités physiques adaptées de l'Avesnois (AP2A)
- Rollers en Avesnois (REA)
- Club de danse « Rythme et Révérence avec Marjorie »
- Société bouliste Avesnelloise
- Club de pétanque Avesnellois
- Association Cyclamen
- Association Sportive Volley-Ball Avesnelles (ASVBA)
- Badminton Avesnelles Détente (BAD)
- Ashtanga Yoga
- Qi-Gong- La voie du coquelicot

#### Les associations de loisirs d'Avesnelles
- L'association "Au jardin tranquille"
- Les amitiés Avesnelloises
- Le Lara-Bridge
- Les chasseurs réunis
- R.O.S.E
- Le Lara-Billard
- La1337

### Cultes
L'église Saint-Denys d'Avesnelles est présente au centre-village. Avesnelles fait partie de la paroisse catholique du Bon Pasteur (Diocèse de Cambrai).

## Économie
- Commerces : de par la position géographique d'Avesnelles contiguë à Avesnes-sur-Helpe, en matière de commerce, plusieurs grandes enseignes nationales (notamment des supermarchés, etc.) sont présentes sur son territoire.
- Services : une partie des actifs travaillent dans les services publics et activités « tertiaires » présents sur Avesnes-sur-Helpe. Des professions indépendantes sont également implantées.
- Agriculture : Avesnelles est à la fois une commune urbaine et rurale. Plusieurs exploitations agricoles sont présentes et spécialisées principalement dans la production laitière et l'élevage bovin.
- Industrie :
  - Filature de l'Avesnois : les filatures étaient très nombreuses dans le Sud Avesnois jusque les années 1970. À Avesnelles, au cœur du village, 42 rue Léo Lagrange, il reste une usine textile spécialisée dans les fibres techniques. Dénommée "Filature de l'Avesnois", l'usine faisait partie autrefois de la Société des Filés de la Région de Fourmies (SFRF). En 1994, elle a été rachetée par Rhovyl, société fondée en 1948 par Rhône-Poulenc, basée à Tronville-en Barrois (Meuse). En 2005, 58 salariés étaient encore présents ; 35 en 2009. La Filature de l'Avesnois fournit du fil pour la bonneterie, la couture et l'ameublement.
  - Eise Chapel : créée en 1990, l'entreprise Chapel fabrique des vérins (2 millions de 1990 à 2008), une pièce mécanique et hydraulique que l'on retrouve dans le machinisme agricole et industriel dès lors qu'il s'agit de lever des charges. Le siège du Groupe CHAPEL est basé à Grenoble. Le site d'Avesnelles comporte 38 salariés (en 2008) qui travaillent en 3-8. L'entreprise est installée sur une petite zone industrielle, à l'est de l'agglomération.

## Culture locale et patrimoine

### Lieux et monuments
- Oppidum d'Avesnelles 
L'oppidum couvre une superficie de 14 ha, il est délimité par deux enceintes accolées et détruites en partie. À l'est se trouve une élévation circulaire de 60 m de diamètre ; au sud, se trouve l'entrée principale. Des fouilles archéologiques en 1986 et 1987 ont montré que le mur d'enceinte était de type murus gallicus[43].
- Église Saint-Denys. Datant du XVIe siècle, elle est construite au centre de l'ancien cimetière d'origine mérovingienne en pierre bleue. Sa tour-porche datant du milieu du XVIe siècle renferme un portail de style gothique flamboyant. Le chœur est refait vers 1760 mais les chapelles latérales restent celles de 1590. En 1938, les bas-côtés sont ajoutés. Plusieurs objets notables sont : les vantaux de porte de style renaissance datant de 1560 et les fonts baptismaux datant de 1535[21].
- Place du village avec kiosque à musique et la stèle Léo-Lagrange
- Chapelle Notre-Dame-de-Bon-Secours, en pierre bleue du pays

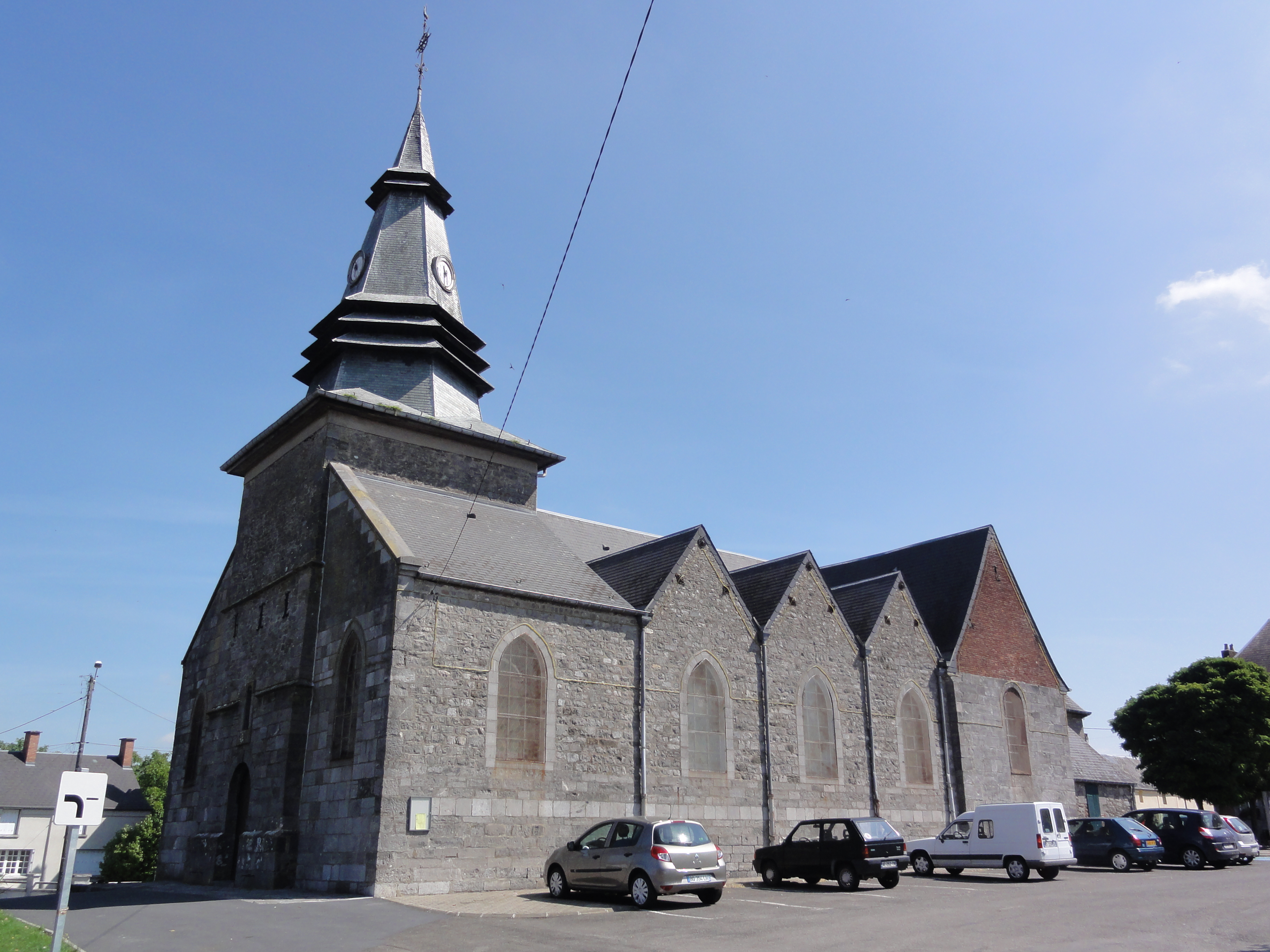
L'église Saint-Denys
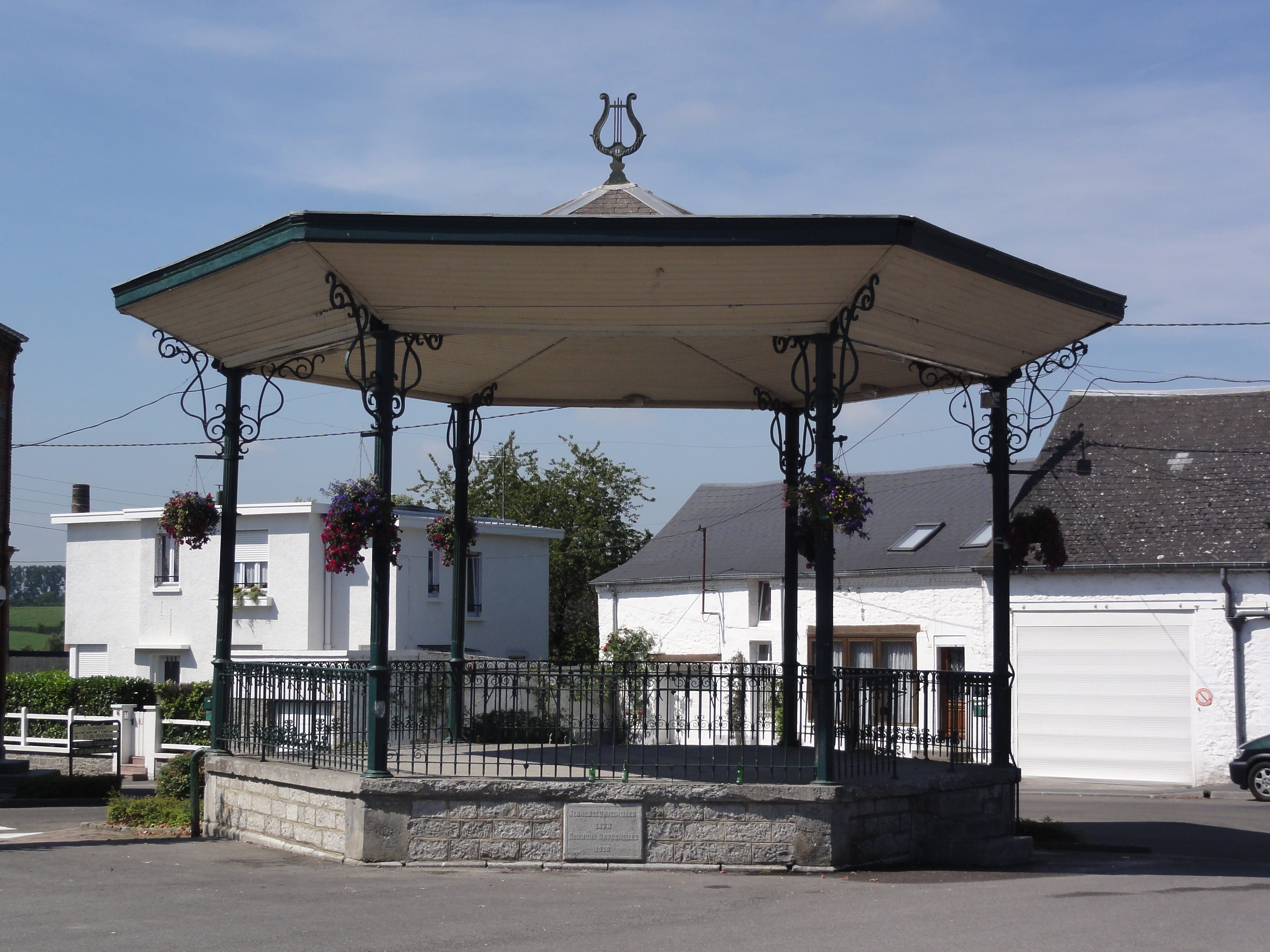
Kiosque à musique
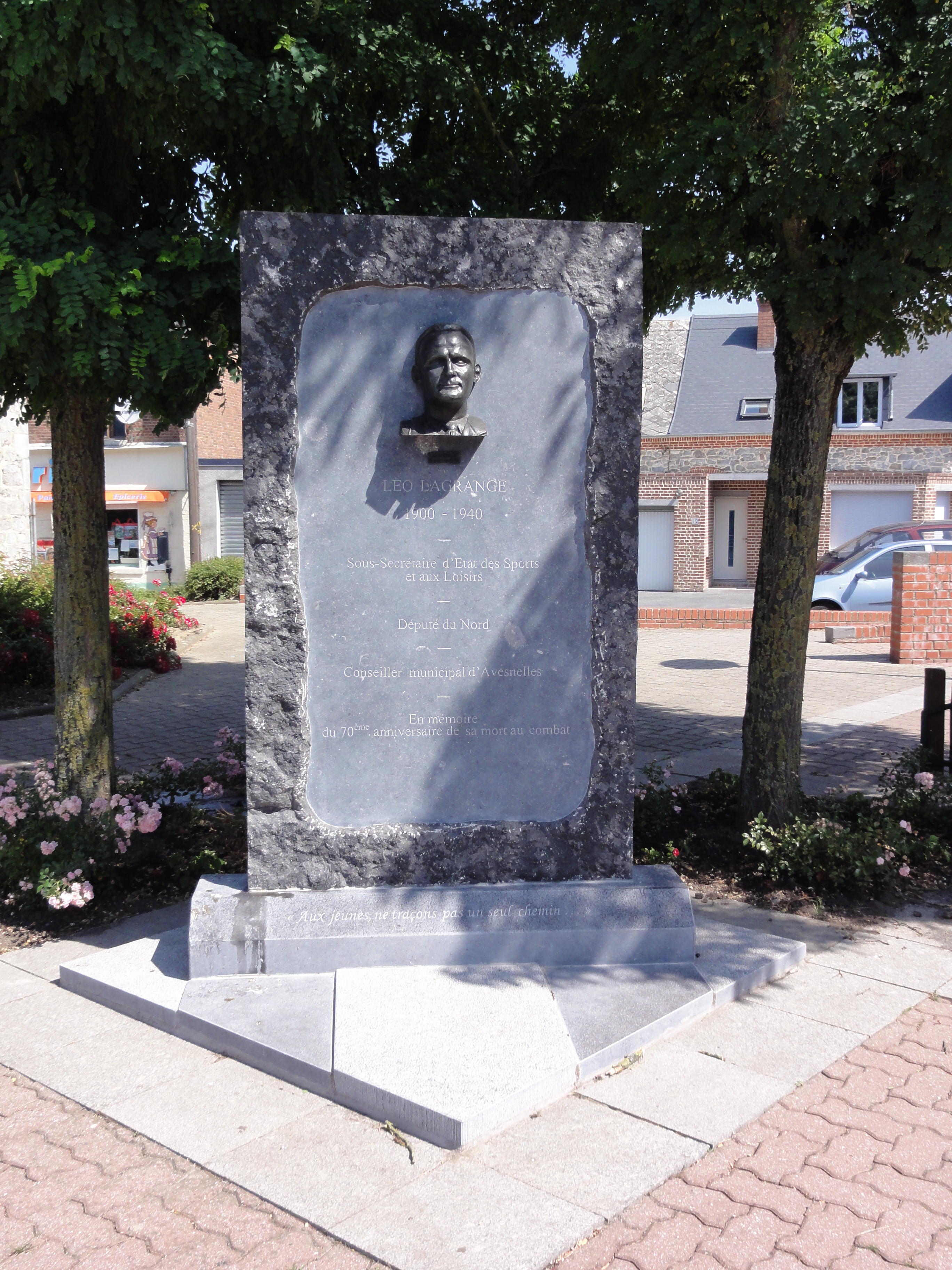
Stèle Léo-Lagrange
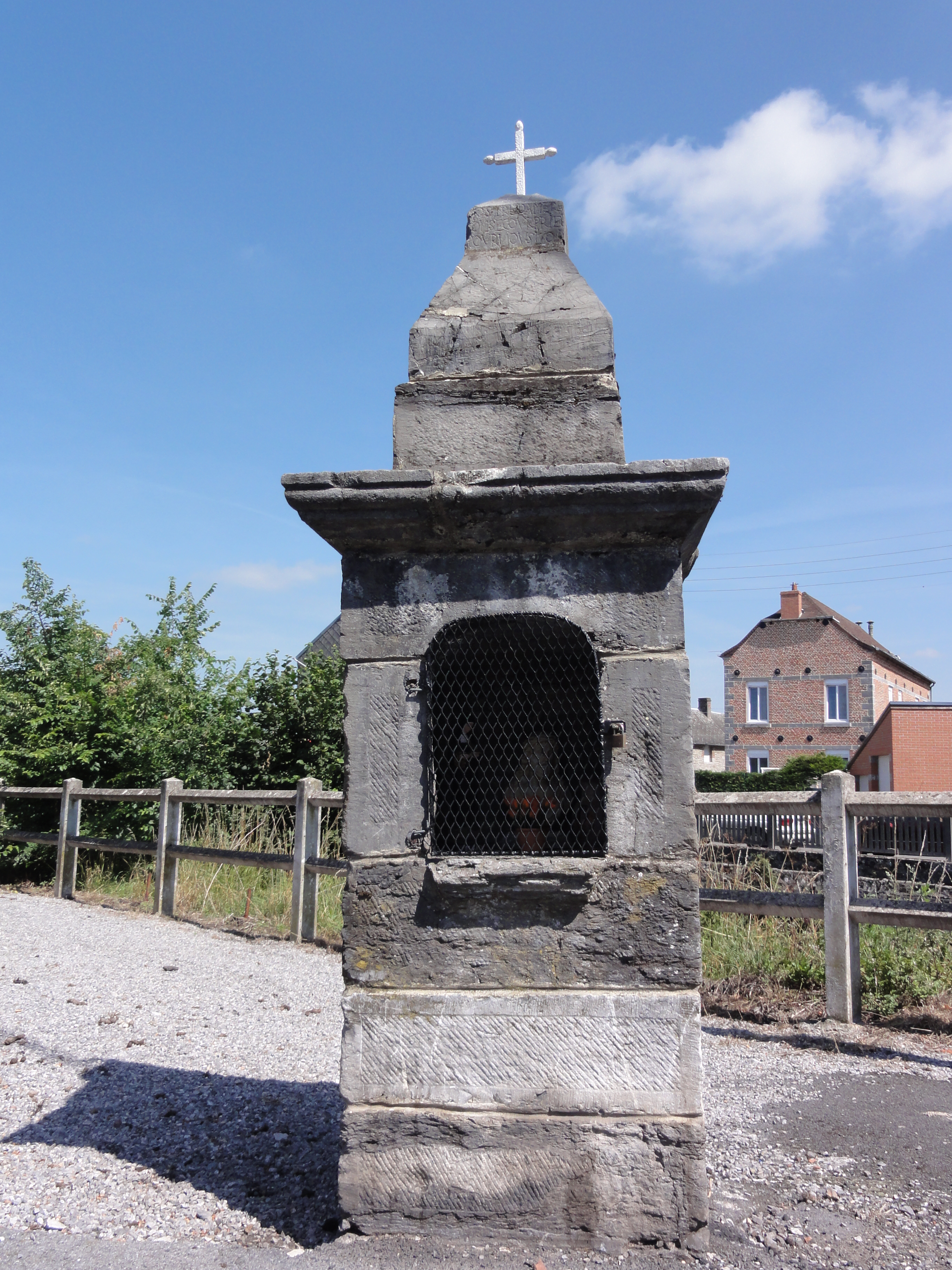
Chapelle Notre-Dame-de-Bon-Secours

### Personnalités liées à la commune
- Prosper Auguste Dusserre (1833-1897), archevêque d'Alger.
- Léo Lagrange (1900-1940), homme politique. Une stèle est érigée, Place Marcel-Hardy, en sa mémoire.
- Jean Pecqueriaux (1891-1938), sprinteur, champion de France du 100 mètres en 1910.

### Héraldique
| Blason de Avesnelles | Blason  | Écartelé : aux 1 et 4, d'argent à trois fasces de gueule (qui est Croÿ) ; aux 2 et 3, contre-écartelé : aux a et d, d'azur à trois fleurs de lis d'or (qui est France) ; aux b et c, de gueules (qui est d'Albret) ; sur le tout du contre-écartelé, d'hermine (qui est Bretagne) ; et sur le tout de l'écartelé, de gueules à trois roses d'or (qui est Arenberg). |
| Blason de Avesnelles | Détails | Le statut officiel du blason reste à déterminer. |

La commune d'Avesnelles s'est doté d'un nouveau logo depuis le 7 septembre 2020 à la suite d'une délibération du conseil municipal[réf. nécessaire]. Jusqu'à cette date, le logo de la ville était le blason des armoiries d'Avesnelles.

## Pour approfondir